# Community Shield 2010
La Community Shield 2010 fue la edición N.º 88 de la competición, fue disputada entre el campeón de la Premier League 2009/10, el Chelsea y ante el segundo clasificado de ésta el Manchester United, ya que el campeón de la liga también había ganado la FA Cup 2009-10.
El partido se disputó el 8 de agosto de 2010 en el nuevo Wembley ante 84.623 espectadores.
El trofeo se lo adjudicó el Manchester United (1-3) por tercera vez en cuatro años y sigue siendo el equipo más laureado en esta competición inglesa con 18 trofeos. Aun así supuso la venganza por parte del Manchester, tras la derrota a manos de los blues en la edición de 2009.

## Community Shield 2010

### Equipos
| Chelsea           |  | Bandera de Inglaterra |  | Campeón doblete: Premier League (2009/10) y FA Cup (2009-10) |
| Manchester United |  | Bandera de Inglaterra |  | Subcampeón de la Premier League (2009/10)                    |

## Partido
| CHELSEA FC:     |    |                    |  |     |
|                 |    |                    |  |     |
| POR             | 40 | Hilário            |  |     |
| DEF             | 19 | Paulo Ferreira     |  | 79' |
| DEF             | 2  | Branislav Ivanović |  |     |
| DEF             | 26 | John Terry         |  |     |
| DEF             | 3  | Ashley Cole        |  | 79' |
| MED             | 12 | Mikel John Obi     |  | 60' |
| MED             | 5  | Michael Essien     |  |     |
| MED             | 8  | Frank Lampard      |  |     |
| DEL             | 21 | Salomon Kalou      |  |     |
| DEL             | 15 | Florent Malouda    |  | 73' |
| DEL             | 39 | Nicolas Anelka     |  | 60' |
| Banquillo:      |    |                    |  |     |
| DEF             | 43 | Jeffrey Bruma      |  | 79' |
| MED             | 10 | Yossi Benayoun     |  | 73' |
| MED             | 18 | Yuri Zhirkov       |  | 79' |
| DEL             | 11 | Didier Drogba      |  | 60' |
| DEL             | 23 | Daniel Sturridge   |  | 60' |
| Entrenador:     |    |                    |  |     |
| Carlo Ancelotti |    |                    |  |     |

| MANCHESTER UNITED: |    |                   |  |     |
|                    |    |                   |  |     |
| POR                | 1  | Edwin van der Sar |  |     |
| DEF                | 22 | John O'Shea       |  |     |
| DEF                | 23 | Jonny Evans       |  |     |
| DEF                | 15 | Nemanja Vidic     |  |     |
| DEF                | 20 | Fábio             |  | 72' |
| MED                | 25 | Antonio Valencia  |  |     |
| MED                | 16 | Michael Carrick   |  | 79' |
| MED                | 18 | Paul Scholes      |  | 79' |
| MED                | 13 | Park Ji-Sung      |  | 45' |
| DEL                | 10 | Wayne Rooney      |  | 45' |
| DEL                | 7  | Michael Owen      |  | 45' |
| Banquillo:         |    |                   |  |     |
| DEF                | 12 | Chris Smalling    |  | 72' |
| MED                | 11 | Ryan Giggs        |  | 79' |
| MED                | 17 | Nani              |  | 45' |
| MED                | 24 | Darren Fletcher   |  | 79' |
| DEL                | 9  | Dimitar Berbatov  |  | 45' |
| DEL                | 14 | Javier Hernández  |  | 45' |
| Entrenador:        |    |                   |  |     |
| Sir Alex Ferguson  |    |                   |  |     |

|  | 83' | Salomon Kalou | 1-2 |

|  | 41'   | Antonio Valencia | 0-1 |
|  | 76'   | Javier Hernández | 0-2 |
|  | 90+2' | Dimitar Berbatov | 1-3 |

| CHELSEA FC:     |    |                    |  |     |
|                 |    |                    |  |     |
| POR             | 40 | Hilário            |  |     |
| DEF             | 19 | Paulo Ferreira     |  | 79' |
| DEF             | 2  | Branislav Ivanović |  |     |
| DEF             | 26 | John Terry         |  |     |
| DEF             | 3  | Ashley Cole        |  | 79' |
| MED             | 12 | Mikel John Obi     |  | 60' |
| MED             | 5  | Michael Essien     |  |     |
| MED             | 8  | Frank Lampard      |  |     |
| DEL             | 21 | Salomon Kalou      |  |     |
| DEL             | 15 | Florent Malouda    |  | 73' |
| DEL             | 39 | Nicolas Anelka     |  | 60' |
| Banquillo:      |    |                    |  |     |
| DEF             | 43 | Jeffrey Bruma      |  | 79' |
| MED             | 10 | Yossi Benayoun     |  | 73' |
| MED             | 18 | Yuri Zhirkov       |  | 79' |
| DEL             | 11 | Didier Drogba      |  | 60' |
| DEL             | 23 | Daniel Sturridge   |  | 60' |
| Entrenador:     |    |                    |  |     |
| Carlo Ancelotti |    |                    |  |     |

| MANCHESTER UNITED: |    |                   |  |     |
|                    |    |                   |  |     |
| POR                | 1  | Edwin van der Sar |  |     |
| DEF                | 22 | John O'Shea       |  |     |
| DEF                | 23 | Jonny Evans       |  |     |
| DEF                | 15 | Nemanja Vidic     |  |     |
| DEF                | 20 | Fábio             |  | 72' |
| MED                | 25 | Antonio Valencia  |  |     |
| MED                | 16 | Michael Carrick   |  | 79' |
| MED                | 18 | Paul Scholes      |  | 79' |
| MED                | 13 | Park Ji-Sung      |  | 45' |
| DEL                | 10 | Wayne Rooney      |  | 45' |
| DEL                | 7  | Michael Owen      |  | 45' |
| Banquillo:         |    |                   |  |     |
| DEF                | 12 | Chris Smalling    |  | 72' |
| MED                | 11 | Ryan Giggs        |  | 79' |
| MED                | 17 | Nani              |  | 45' |
| MED                | 24 | Darren Fletcher   |  | 79' |
| DEL                | 9  | Dimitar Berbatov  |  | 45' |
| DEL                | 14 | Javier Hernández  |  | 45' |
| Entrenador:        |    |                   |  |     |
| Sir Alex Ferguson  |    |                   |  |     |

|  | 83' | Salomon Kalou | 1-2 |

|  | 41'   | Antonio Valencia | 0-1 |
|  | 76'   | Javier Hernández | 0-2 |
|  | 90+2' | Dimitar Berbatov | 1-3 |

| Campeón Community Shield 2010 |
| ----------------------------- |
| Manchester United 18º título  |